# Kepler-62f
Kepler-62f (також відома під позначенням Kepler Object of Interest KOI-701.04) — екзопланета, суперземля, що обертається в межах зони проживання зорі Kepler-62, найвіддаленішої з п’яти таких планет. Виявлена навколо зорі космічним телескопом Kepler NASA. Розташована на відстані приблизно 980 світлових років (300 парсек) від Землі в сузір'ї Ліри.
Kepler-62f обертається навколо своєї батьківської зорі на відстані 0,718 а.о. (107 400 000 км) від основної зорі з орбітальним періодом приблизно 267 днів і має радіус приблизно в 1,41 раза більше, ніж у Землі. Kepler-62f — один із найбільш перспективних кандидатів на потенційну придатність для життя, оскільки її батьківська зоря є відносно тихою та має меншу масу, ніж Сонце, тому вона може жити приблизно до 30 мільярдів років. Судячи з розміру, Kepler-62f, ймовірно, є планетою земної або океанічної групи. Однак ключові компоненти екзопланети все ще потребують оцінки, щоб визначити придатність для життя; наприклад її атмосфера, якщо така існує, оскільки вона лежить у зовнішній частині зони проживання своєї батьківської зорі.
Про відкриття екзопланети разом із Kepler-62e NASA оголосило у квітні 2013 року в рамках публікації даних космічного телескопа Kepler. Екзопланету було знайдено за допомогою транзитного методу. На думку вчених, вона є потенційним кандидатом для пошуку позаземного життя і обрана як одна з цілей для дослідження програмою «Пошук позаземних цивілізацій» (SETI).

## Фізичні характеристики
Kepler-62f класифікується як надземля — тип екзопланети з радіусом і масою, більшими за земні, але меншими, ніж у крижаних гігантів Нептуна та Урана. Його рівноважна температура становить 208 K (−65 °C), що близька до марсіанської. Радіус планети дорівнює 1,46 R🜨, тобто він залишається нижче порогу ≥1,6 R🜨, за яким об’єкти, ймовірно, класифікувалися б як мінінептуни з летким складом і без твердої поверхні. Завдяки такому радіусу планета, ймовірно, має скелясту природу. Однак її маса поки що точно не визначена: оцінки вказують на верхню межу <35 M🜨, хоча реальне значення, ймовірно, набагато менше. Планетарна лабораторія населеності оцінює масу приблизно у 2,6 M🜨, припускаючи кам’янистий склад, подібний до земного.

## Орбіта
Kepler-62f здійснює повний оберт навколо своєї батьківської зорі за 267,29 дня, перебуваючи на орбіті з великою піввіссю приблизно 0,718 а.о. (107 400 000 км), що майже відповідає орбітальній відстані Венери від Сонця. У порівнянні із Землею ця екзопланета розташована на відстані близько 0,7 відстані від Сонця. За оцінками, рівень сонячного випромінювання, яке отримує Kepler-62f, складає приблизно 41% від того, що отримує Земля — подібно до Марса, який отримує 43%.

## Зоря
Kepler-62f обертається навколо зорі K-типу під назвою Kepler-62, яка має систему з п’яти відомих планет. Ця зоря має масу 0,69 M☉ і радіус 0,64 R☉, а її температура становить 4925 K, що на 853 К менше за температуру Сонця. Її вік оцінюється у 7 мільярдів років, що значно перевищує вік Сонця — 4,6 мільярда років.  Зоря має низьку металевість ([Fe/H]) – 0,37, що відповідає лише 42% від сонячного рівня. Світність зорі становить приблизно 21% від світності Сонця. Щодо її видимої зоряної величини, вона дорівнює 13,65 — це означає, що зоря занадто тьмяна для спостереження неозброєним оком.

## Придатність до життя

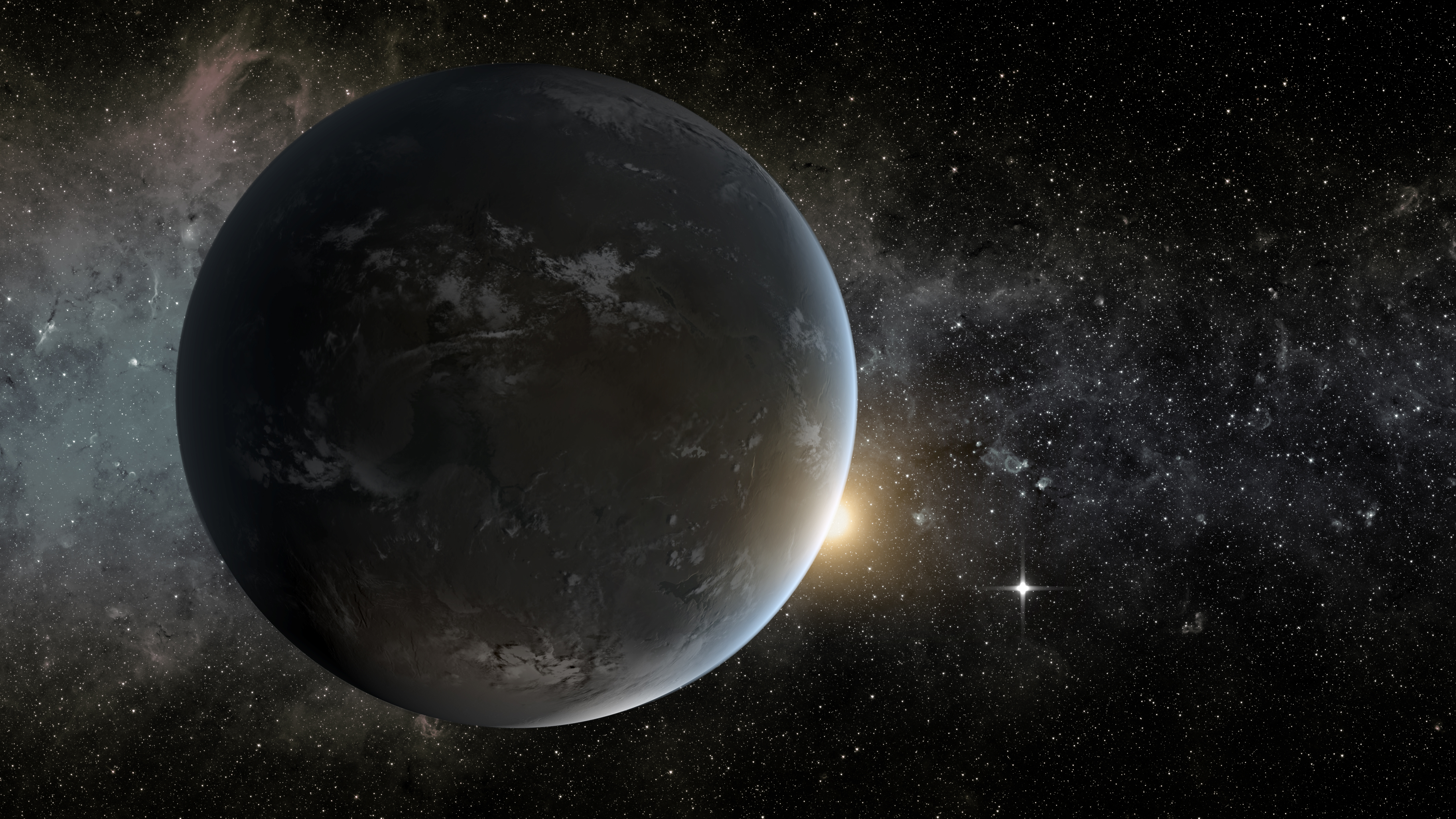
Уявлення художника про Kepler-62f (на передньому плані) як про скелясту земну екзопланету, що обертається навколо своєї головної зірки (у центрі). Фактичний вигляд невідомий. Kepler-62e можна побачити здалеку як неясну зірку.

Враховуючи вік Kepler-62f, рівень освітленості та радіус, ймовірно, вона має скелястий силікатно-залізний склад із можливою значною кількістю води. Моделювання свідчить, що більшість планет такого розміру можуть бути повністю вкритими водою . Якщо її щільність аналогічна земній, маса варіюється між 1,41³ та 2,80 разів більше земної. Дослідження впливу припливних сил на потенційно життєздатні планети вказує на можливість існування супутника. Kepler-62f може бути єдиним кандидатом у зоні придатності для життя, який уникнув висихання через випромінювання своєї зорі.

### Клімат
Попри те, що Kepler-62f може бути планетою, вкритою океанами з кам’янистими ділянками, вона розташована найдальше від своєї зорі. Без достатньої кількості вуглекислого газу (CO₂) її поверхня, ймовірно, повністю вкрита льодом.  Щоб підтримувати клімат, схожий на земний (із середньою температурою близько 11–17 °C), атмосфера має містити щонайменше 5 барів (4,9 атм) CO₂.

### Інші фактори
Оскільки це найбільш віддалена планета своєї системи, припливні взаємодії з іншими планетами та центральною зорею навряд чи суттєво вплинули на неї. Її нахил осі, ймовірно, стабільний (14°–30°), а період обертання може бути схожим на земний. Це могло б зробити планету більш придатною для життя, дозволяючи теплу рівномірно розподілятися по поверхні.

## Дослідження
9 травня 2013 року два підкомітети Палати представників США провели слухання в Конгресі на тему «Відкриття екзопланет: чи знайшли ми інші Землі?». Ця дискусія була викликана відкриттям Kepler-62f, а також Kepler-62e і Kepler-69c. Спеціальний випуск журналу Science, опублікований раніше, містив докладний опис цих відкриттів.
Kepler-62f розташований приблизно за 980 світлових років, що занадто далеко для сучасних телескопів або навіть для майбутніх проєктів наступного покоління, щоб точно визначити його масу чи наявність атмосфери. Космічний телескоп Kepler спостерігав лише невелику частину неба, тоді як такі майбутні місії, як TESS і CHEOPS, будуть вивчати найближчі зорі по всьому небу.
Зорі з планетами, розташованими ближче до Землі, можуть бути досліджені за допомогою Космічного телескопа Джеймса Вебба та майбутніх великих наземних телескопів. Це дозволить аналізувати їхні атмосфери, визначати маси та склад. 

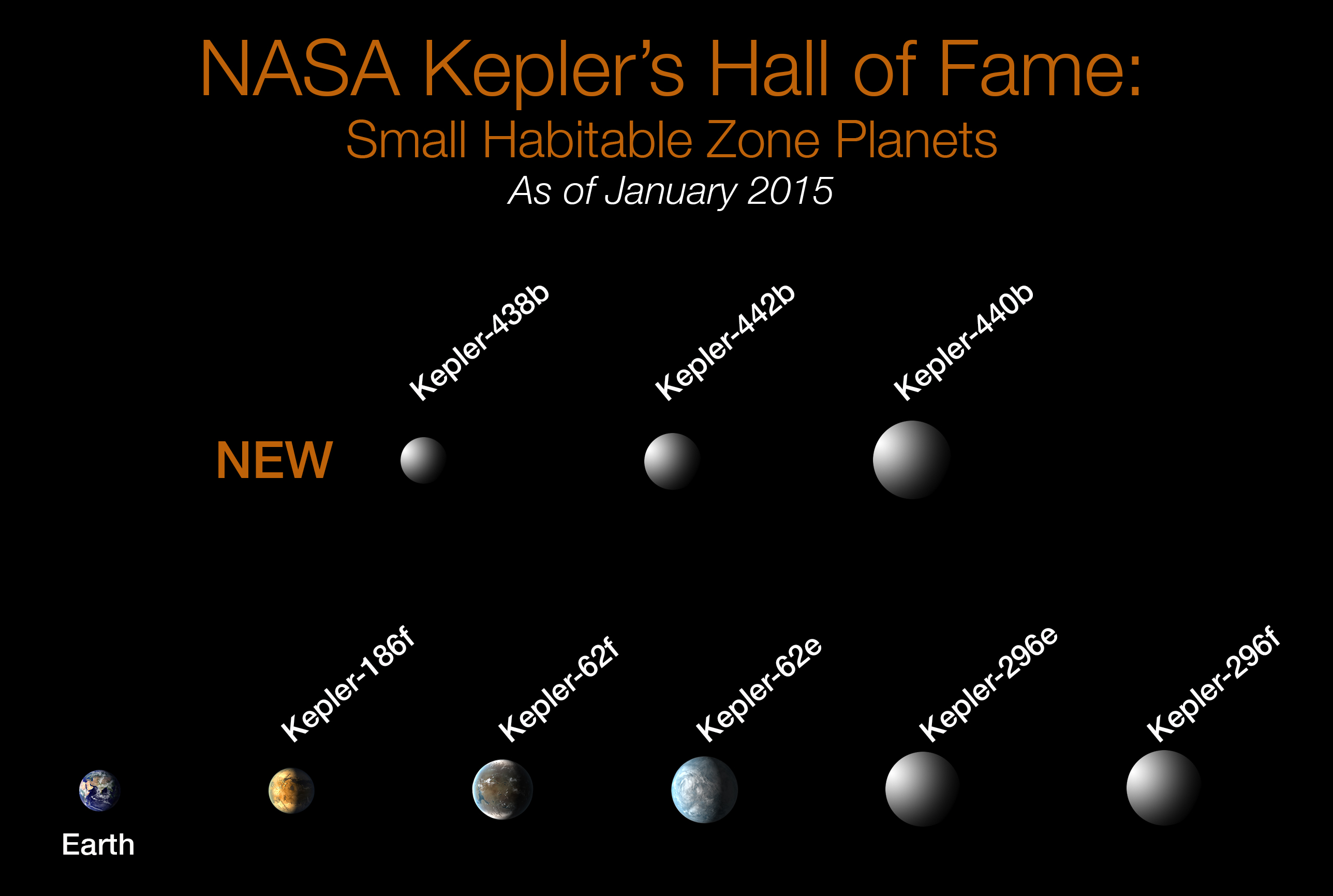
Підтверджені малі екзопланети в населених зонах (уявлення художника).